# Yamaha Montage
De Yamaha Montage is een serie music workstations die door Yamaha van 2016 tot 2023 werd geproduceerd. De Montage is de opvolger van de MOTIF-serie.

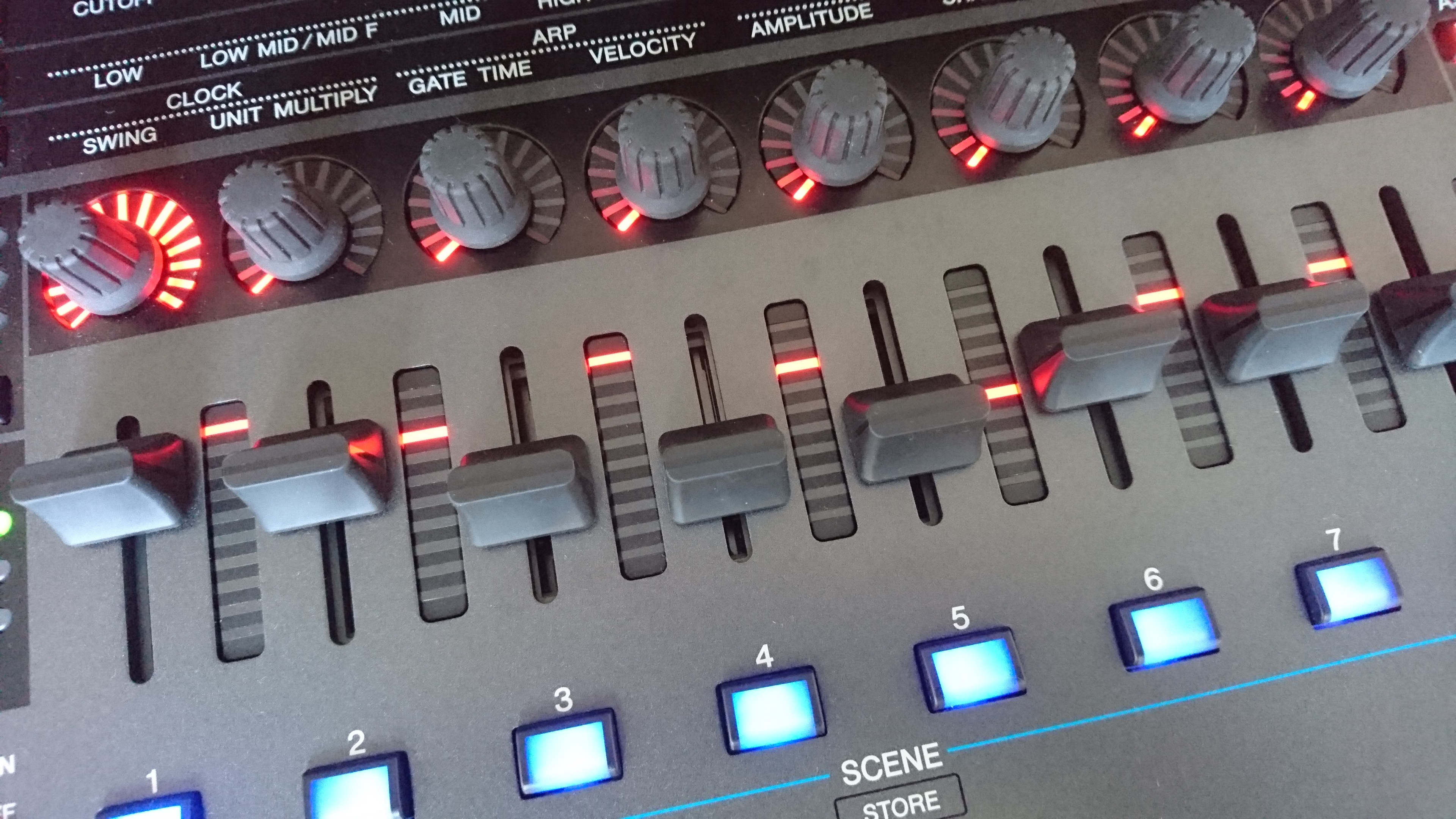
Draai- en schuifknoppen met led-indicatie

## Beschrijving
De Montage werd geïntroduceerd in mei 2016 en bevat 2707 Performances, 128 ingebouwde Live Sets met 2048 geheugenplaatsen voor eigen Live Sets, en 10.239 typen arpeggio's met ingebouwde geluidseffecten. De Montage-serie bestaat uit de Montage 6 (61-toetsen), Montage 7 (76-toetsen) en Montage 8 (88-toetsen).
De Montage heeft een lcd-aanraakscherm met een diameter van 17,8 cm en de klankopwekking vindt plaats via de AWM2- en FM-X-engine. Met AWM2 wordt circa 10 keer meer geheugen toegevoegd dan de Motif XF. Daarbij is er 1,75 GB aan geheugen voor eigen samples en er zijn nieuwe pakketten te downloaden via de website van Yamaha. De FM-X-engine is in staat om klanken van klassieke FM-synthesizers na te bootsen, zoals bijvoorbeeld de DX7.
Ook bevat het instrument een Super Knob voor directe toegang tot meerdere parameters, en er zijn acht draai- en schuifknoppen voor het aanpassen van klanken en volumes.
Enkele bekende artiesten die de Montage hebben gebruikt zijn Tori Amos, Michael McDonald en Steve Porcaro.
Yamaha kwam in 2019 met de MODX-serie, een goedkoper model met minder functies, zoals minder opslagruimte en een lagere polyfonie.
In juli 2023 maakte Yamaha bekend dat productie van de Montage werd beëindigd, naar eigen zeggen omdat alle functies van het instrument zijn benut. Het bedrijf bracht in hetzelfde persbericht naar buiten dat het werkt aan een opvolger van de Montage.

## Ontvangst
De Montage werd positief ontvangen in recensies. Men prees de geluidskwaliteit, klankbronnen, gebruikersinterface en arpeggio's. Ook de compatibiliteit met de Motif-serie werd als positief gezien. Kritiek was er op de hoge prijs, het nauwere klavier en het ontbreken van digitale uitgangen en uitbreidingspoorten.

## Technische specificaties
- Type synthese: Advanced Wave Memory 2 (AWM2) en FM-X (FM-klanken)
- Klankgeheugen: 5,67 GB, waarvan 1,75 GB gebruikersgeheugen
- Klanken: 2707 Performances
- Live Sets: 128 preset en 2048 gebruiker
- Effecten: galm, variatie, insert, EQ
- Arpeggio's: 10.239 typen
- Filter: 18 typen
- Display: lcd-kleurenscherm, aanraakgevoelig, diameter 17,8 cm, 800×480 pixels
- Sequencer: 128 patronen, 16 sporen en 128 nummers
- Controllers: ribbon, draai- en schuifknoppen, Super Knob

- Montage 6
  - 61-toetsen
  - Afmetingen: 1037 mm × 396 mm × 131 mm (l × b × h)
  - Gewicht: 15 kg
- Montage 7
  - 76-toetsen
  - Afmetingen: 1244 mm × 396 mm × 131 mm (l × b × h)
  - Gewicht: 17 kg
- Montage 8
  - 88-toetsen
  - Afmetingen: 1450 mm × 460 mm × 170 mm (l × b × h)
  - Gewicht: 29 kg